# 이라크
이라크 공화국(아랍어: جمهورية العـراق 줌후리얏 알이라크[*], 쿠르드어: كؤماری عێراق 코마리 에라크, 영어: Republic of Iraq)은 서아시아에 있는 공화국이다. 1932년 이후 사우디아라비아와 공동으로 관리하고 있는 중립지대의 면적이 924 km2이고, 내해까지 포함하면 43만5052 km2가 추가된다. 수도는 바그다드이며, 인구는 4,702만 명(2025년)이다. 남쪽은 페르시아만 및 쿠웨이트와 사우디아라비아, 서쪽은 요르단, 북서쪽은 시리아, 북쪽은 터키, 동쪽은 이란과 국경을 접하고 있다. 주요 민족은 아랍인이나 북부를 중심으로 쿠르드인, 아시리아인 등의 민족도 다수 살고 있다. 인구 대부분이 이슬람교를 믿는데 그 중 약 3분의 2는 시아파, 3분의 1은 수니파에 속한다.
티그리스강과 유프라테스강을 따라 형성된 메소포타미아 지역이 국토의 핵심부를 이루며, 이곳에서 고대부터 수메르, 아카드, 바빌로니아, 아시리아 등 인류사의 가장 오래된 문명들이 탄생하였다. 서기 7세기에 이슬람 세력이 발흥하여 페르시아를 몰아내고 메소포타미아를 차지하였고, 아바스 칼리파국에 의해 지어진 바그다드는 중세 이슬람의 황금기에 세계 최고 수준의 문화와 학문을 꽃피웠다. 그러나 바그다드가 1258년 몽골 제국에 의해 크게 파괴된 이후 여러 전쟁과 전염병으로 문명은 쇠퇴를 겪었으며, 16세기부터 이라크 일대는 오스만 제국의 통치 하에 들어가게 된다.
제1차 세계 대전에서 영국이 메소포타미아에서 오스만군을 몰아낸 후 1921년 이곳의 3개 주를 합하여 위임통치령을 세웠고, 1932년 하심가의 파이살 1세를 왕으로 추대하여 이라크 왕국으로서 독립시켰다. 1958년 7·14 혁명으로 군주제가 전복되고 공화국이 세워졌으며, 1968년 아흐마드 하산 알바크르 등이 일으킨 무혈 쿠데타 이래로는 아랍 사회주의 성향의 이라크 바트당이 일당독재 체제를 구축하게 된다. 1979년에 알바크르의 뒤를 이어 대통령직에 오른 사담 후세인은 1980년 이란을 침공하며 이란-이라크 전쟁을 일으켰으나 8년간 이어진 끝에 양국에 별다른 이득 없이 종결되었고, 1990년에는 쿠웨이트를 침공하였으나 미국이 이끄는 국제 연합군의 반격(걸프 전쟁)으로 실패하였다.
2003년에는 미국 주도 연합군이 테러와의 전쟁의 일환으로 이라크를 침공하여 바트당 정권과 사담 후세인을 축출하였고, 다당제 민주주의 국가를 수립한 이후 2011년 최종 철수하였다. 그러나 계속되는 정치 혼란 속에 시아파 중심의 누리 알말리키 정부에 대한 반발로 2013년 대규모 시위 이후 수니파 이슬람주의 무장단체가 대거 발생하기 시작하였는데, 특히 2014년부터는 신생 조직인 이라크 레반트 이슬람 국가가 순식간에 점령지를 확장함에 따라 내전 상태에 돌입하였고, 이는 2017년까지 이어졌다.

## 역사
이라크는 20세기 초까지 오스만 투르크 제국의 지배하에 있었으며, 모술, 바그다드 및 바스라의 세 지역으로 이루어져 있었다. 1차 대전 종전 후 영국령이 되었으며, 1932년에 하심 왕가를 군주로 하는 이라크 왕국으로 독립하였다. 제2차 세계 대전 당시에는 친독일 정권 수립으로 추축국으로 참전하였다가, 오킨렉 장군 휘하의 영국군이 바스라에 상륙, 바그다드를 점령하며 다시 영국 영향권으로 되돌아갔다.
1958년에 이라크 왕국이 아랍 민족주의자들의 쿠데타로 붕괴되고 이라크 제1공화국이 수립되었으나 정치 불안이 지속되어 일련의 쿠데타가 계속된 끝에 1968년 아흐마드 하산 알바크르가 일으킨 7·17 혁명으로 이슬람 사회주의 정당인 바트당이 정권을 장악하였다.
1970년대 중반부터 권력을 얻고 1979년 7월에 공식적으로 대통령직에 오른 사담 후세인 치하의 바트주의 이라크는 높은 경제성장을 보이며 출발하였으나 세속주의를 표방하는 수니파 주도의 바트당 정부는 초기부터 남부에서는 시아파 이슬람주의와, 북부에서는 쿠르드족 분리주의와 갈등을 겪고 있었다. 그러던 중에 1979년 이란 혁명으로 세워진 루홀라 호메이니의 이란 이슬람 공화국 신정체제가 이라크의 시아파 공동체에 이슬람 혁명을 일으킬 것을 선동하기 시작하자 사담 정부와 이란의 관계는 크게 악화되었고, 끝내 1980년 이란-이라크 전쟁이 발발하며 정점에 달하였다. 서방의 전폭적인 지원에도 불구하고 전쟁은 양측에 큰 손실만 입힌 채 1988년 종결되었고, 이후 이라크는 경제불황과 과도한 외국 차관에 시달렸다. 특히 사담 정권은 쿠웨이트와 차관 문제로 갈등을 빚다가 1990년 석유 불법 시추를 명분삼아 쿠웨이트를 침공하여 걸프 전쟁을 일으켰는데, 곧 1991년 미국 등 42개 연합국의 반격을 받고 패퇴하여 국제사회에서 심각하게 고립되고 유엔의 경제제재까지 받게 되었다. 다만 이후 경제제재가 약화되면서 2000년대 초반에는 경제에 다소 반등이 있었다.
9.11 테러 이후 테러와의 전쟁을 시작한 미국의 부시 행정부는 이라크가 대량살상무기를 개발하고 알카에다와 우호관계를 맺고 있다고 주장하기 시작하였는데, 이는 전쟁 이후 사실이 아닌 명분으로 드러났다. 그럼에도 2003년 3월 20일 미국은 이라크로 침공하여 사담 정권을 무너뜨렸고, 군정을 거쳐 이라크에 의회민주주의 정부가 수립되었으나 바트당 충성파 및 수니파 이슬람주의자 반군의 계속되는 공격으로 2011년까지 이라크 전쟁이 지속되어 사회 전반에 혼란을 겪었다. 한편 2005년에는 사담 정부에 반기를 들고 연합군에 협력한 쿠르드족 민병대 측이 쿠르드 자치구의 자치권을 인정받았다.
| 모술바그다드테헤란유프라테스강티그리스강니푸르기르수라가시마라드우루크우바이드우르에리두키시수사안샨마리아카드이신라르사바빌론아수르니네베님루드두르샤루킨class=notpageimage\| 메소포타미아의 고대 도시들 : 수메르의 도시 : 엘람의 도시 : 아카드 제국의 도시 : 아모리인의 도시 : 바빌로니아의 도시 : 아시리아의 도시 : 현대의 이라크 · 이란의 도시 |

## 지리

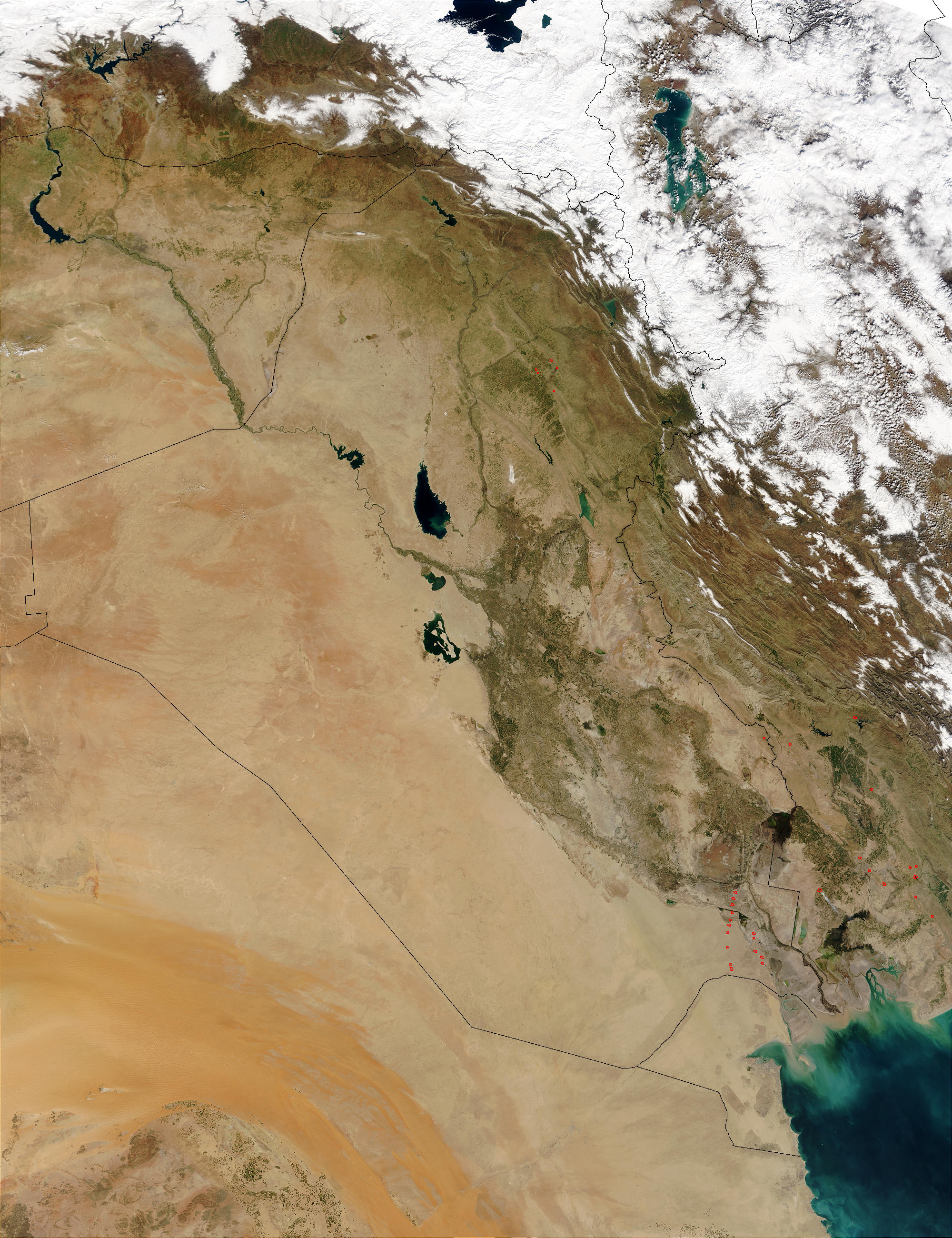
이라크의 위성사진

이라크의 전체 면적은 43만7072 km2이다. 국경선의 총 길이는 3631 km인데, 이 중 이란과의 국경선 길이가 1458 km, 요르단과 181 km, 쿠웨이트와 242 km, 사우디아라비아와 814 km, 시리아와 605 km, 터키와 331 km이다. 해안선의 총 길이는 58 km이다.
주로 저지대로 이루어진 이라크는 고도가 300 m를 넘는 경우가 드물고, 450 m를 넘는 고지대는 전 국토의 15%가 채 안 된다. 지형적으로는 이라크 중부와 남동부에 걸쳐 있는 티그리스강과 유프라테스강 유역의 충적평야지대, 티그리스 강과 유프라테스 강 사이의 북부에 자리 잡은 알자지라 고원지대, 서부와 남부의 사막지대, 북동부의 고원지대 등 4개 지역으로 나뉜다.
국토의 거의 3분의 1을 차지하는 티그리스 강과 유프라테스 강 유역의 충적평원지대는 기복이 적으며 자연 배수가 잘 안 되어 소택지가 넓게 형성되어 있는 것이 특징이다. 평원 북쪽의 메마른 고원지대인 알자지라에는 높이가 1,500 m 이상인 신자르 산맥이 있다. 이라크 서부와 남부지역은 전체가 광대한 사막 지대로 국토 면적의 5분의 2를 차지한다. 서부 사막은 와디·언덕·침강지대 등이 있으며 동쪽에는 덤불식물로 뒤덮인 모래사막이 있다. 국토의 약 5분의 1을 차지하는 북동부 고원지대는 대부분 산악지대와 저지대 사이의 점이지대로 이루어져 있다.

### 기온
이라크는 폭넓은 기후대를 보이는데, 여름은 더운 편으로 특히 남부 지역은 평균기온이 43 도를 넘어간다. 겨울은 이와는 반대로 기온이 크게 떨어져 상당히 춥다. 북부 고원지대는 남부 지역보다 여름에 서늘하고 건조한 편이다. 10월부터 4월까지의 겨울에는 기온이 급강하하기 때문에 산악 지대에는 종종 눈이 내리기도 한다.
수도인 바그다드를 포함한 이라크의 중앙지역은 6월부터 8월까지 사이에 평균 기온이 33.3 도까지 올라가는데 가장 더울 때에는 50.6도까지 올라가기도 한다. 이와 반대로 겨울에 바그다드의 평균기온은 9.4도까지 떨어져 여름과 겨울의 기온차가 상당히 큰 편이다. 이라크의 주요 도시 중의 하나인 바스라(최고 기록은 58.8 도)의 평균기온은 여름 37도, 겨울 14도 정도이다. 걸프만 인근의 남부지역은 습도가 높은 편이며, 기온도 세계에서 가장 높은 곳 중의 하나이다.

### 강우량
강우량은 북동지역을 제외하고는 전국적으로 부족하며, 보통 연평균 강우량도 400~600 mm에 지나지 않는다. 강우는 주로 10월부터 5월까지 사이에 내리며, 사막 지역은 비가 거의 내리지 않는다. 농업은 주로 강으로부터의 관개수로에 의존하고 있으며, 이 수로가 없다면 농사를 지을 수 없다. 때때로 돌풍이 일어나 경작물을 망치는 경우도 있어 큰 골칫거리이다.

## 행정 구역
이라크는 18개 주로 구성되어 있다.
1. 바그다드주
2. 살라딘주
3. 디얄라주
4. 와시트주
5. 마이산주
6. 바스라주
7. 디카르주
8. 무탄나주
9. 카디시야주
10. 바빌주
11. 카르발라주
12. 나자프주
13. 안바르주
14. 니나와주
15. 다후크주
16. 아르빌주
17. 키르쿠크주
18. 술라이마니야주

아르빌주와 다후크주, 술라이마니야주는 쿠르드 자치구에 속한다.

## 사회
이라크 전체 인구의 약 5분의 4는 아랍인이 차지하지만, 그 밖에 쿠르드인, 투르크멘인, 아시리아인, 아르메니아인 등 여러 소수 민족이 존재한다. 이러한 복잡한 민족 구성은 이라크가 동양과 서양을 연결하는 가교 역할을 했기 때문이었다.

### 인구와 주민
주민은 아랍인이 약 78%, 쿠르드인이 약 17%, 그 밖에 투르크멘인, 아시리아인, 아르메니아인 등이 5%로 구성되어 있다.

### 언어
이라크의 공용어는 아랍어와 쿠르드어이다. 미국의 영향 아래 제정된 2005년 이라크 헌법 제4조(언어에 관한 규정)에 따르면, 의회, 내각회의, 법정 등에서는 아랍어 또는 쿠르드어로 이를 진행하여야 한다. 공보는 반드시 아랍어와 쿠르드어로 함께 출판해야 하며, 지폐, 여권 및 우표도 두 언어를 병기(倂記)해야 한다. 다만, 이러한 규정이 아랍어 사용 지역에서 반드시 쿠르드어도 사용해야 한다는 것을 의미하지는 않으며, 공용어로서 쿠르드어의 사용을 배제하지 않는다는 것을 뜻한다. "쿠르드 자치구에서는 반드시 양 언어를 사용해야 한다."는 규정이 이를 뒷받침한다. 또, "투르크멘어, 시리아어, 아르메니아어는 그 사용인구가 다수인 지역에서 아랍어와 쿠르드어에 추가하여 공식적 언어이다."라는 규정과 "지방자치단체는 주민투표를 거쳐 지자체 내에서 다른 공용어를 추가할 수 있다."는 규정도 있다.
즉, 아랍어와 쿠르드어는 공식적인 차원(공보, 지폐, 여권, 우표)에서 대등한 공용어이지만, 쿠르드어를 공용어로 한 주된 목적은 쿠르드 자치구 내에서 쿠르드어 사용을 금지해 쿠르드인을 탄압하던 과거의 잘못을 되풀이하는 것을 방지하는 데에 있다. 또, 그 밖의 소수 언어(투르크멘어, 시리아어, 아르메니아어 등)도 지역 내 다수가 사용하면 그 언어의 사용을 금지하지 않고 다양성을 존중한다는 데에 2005년 제정 이라크 헌법의 취지가 있다.
영어도 사용한다.

## 종교
| 종교구성(이라크). 2015 | 종교구성(이라크). 2015 | 종교구성(이라크). 2015 | 종교구성(이라크). 2015 | 종교구성(이라크). 2015 |
| ---------------------- | ---------------------- | ---------------------- | ---------------------- | ---------------------- |
|                        |                        |                        |                        |                        |
| 이슬람교(시아파)       | 이슬람교(시아파)       |                        | 64.4%                  | 64.4%                  |
| 이슬람교(수니파)       | 이슬람교(수니파)       |                        | 30.9%                  | 30.9%                  |
| 야지디교/영지주의      | 야지디교/영지주의      |                        | 3.4%                   | 3.4%                   |
| 기독교                 | 기독교                 |                        | 1.21%                  | 1.21%                  |
| 그 외                  | 그 외                  |                        | 0.09%                  | 0.09%                  |

이라크 주민의 대부분은 이슬람교를 믿으며, 이 중 시아파가 64%, 수니파가 30%이다. 대략 북부에는 수니파, 남부에는 시아파가 많다. 소수 종교로는 기독교와 야지디교 등 이 있는데 이들 대부분은 3% 내외이다.
이라크 기독교인들은 사담 후세인 정권 시절 예배 허용 등 일정 부분 종교적 자유를 존중받았지만, 기묘하게도 미국의 이라크 침공 직후부터 아랍 민족주의가 격해지면서 극우 무슬림들의 공격 표적이 되고 있다.
그러나 이슬람교도들은 돼지고기와 술을 먹지 않지만 라마단 기간에는 아무것도 먹지 않는다.

### 종교 문제
이라크의 민족융합은 다양한 종교만큼 매우 복잡한 문제이다. 아랍인 외의 다른 민족은 오스만 튀르크 제국 시대에 주로 들어왔는데 가장 최근에 이민온 노동자들은 모리셔스, 이집트, 수단으로부터 온 민족이 다수를 점한다. 1980년부터 1988년까지 8년 동안 일어난 이란-이라크 전쟁 때에는 외국 기술자의 수가 2백만 명을 넘을 정도로 많았으며, 이 수치는 이라크의 쿠웨이트 침공으로 1백만 명으로 감소했다. 대다수는 침공 1년 동안 떠났었는데, 그 이유는 이라크와 이집트 간의 관계악화와 10여 년이나 지속된 미국의 경제봉쇄로 인한 이라크의 경제적 어려움 때문이었다.
1991년 걸프전 종전 당시 시아파 반란세력이 이란 등 인접 시아파 국가의 지원 없이 수니파인 당시 사담 후세인 대통령에 대항해 봉기하였으나, 정부군에 의해 진압됐다. 약 20만 명에 달하던 시아파 반란세력은 이라크 정부군에 몰려 탱크와 지상군의 접근이 어려운 이라크 남부의 늪지대로 도주하였는데, 후세인은 늪 외곽 지대에 군병력을 집결시키고 이 지역에 도로를 건설하기 위한 대규모 사업을 전개하기도 하였다. 걸프전 후 유엔은 이라크가 군사적 비행과 국민들에 대한 탄압을 하지 못하도록 여러 금지 규정을 두었으나, 당시 이라크 정부는 이러한 금지 규정을 무시하고 이 지역의 시아파 마을과 난민 거주지에 폭격을 가하였다.
2003년에 미국의 침략으로 일어난 이라크 전쟁 이후로는 반미 테러가 격화되었다.

## 정치
사담 후세인 정권 붕괴 이후 과도정부 수립부터는 의회 제도를 실시하고 있으며 통합 이라크 연맹, 쿠르드 연맹, 이라크 민족당, 타와푸크연합 등 여러 정당이 있다. 이라크의 병역은 징병제로서 이라크의 유명 가수가 텔레비전에 출연해서 군가를 부르는데 이는 동원령이라는 의미로 이후 모든 이라크의 예비역이 현역으로 복귀하게 된다.

## 국방
이라크 공화국의 군대이다. 사담 후세인 시절의 이라크군과, 사담후세인 몰락 후의 이라크군으로 나뉜다. 후자의 명칭은 미국에서는 이라크 보안군(Iraqi Security Army)이라고도 한다. 병역은 징병제이며, 징병 방식이 매우 독특한데 이라크의 인기 가수가 군복을 입은 채 공영방송에 출연해서 군가를 부르면 이라크의 현역병 입영대상자들은 즉각 응소해야 한다. 군사력을 재건 중이다. 이라크 국방부는 $43억 어치의 러시아 무기를 도입 결정했다. MI-28N 공격헬기 30대와 Pantsir-S1 대공 시스템 42대를 도입했다. 미코얀 MiG-29 업그레이드 버전과 장갑차들도 도입할 수 있다. 이라크군은 72기의 전투기와 140대 이상의 전차가 필요하고 T-90 전차가 될 확률이 크다.
- 이라크 육군(창설 1921년 ~ 현재, 병력 400,000 - 800,000명)
  - M1A1M 전차 140대 (3세대 전차)
  - T-72 전차 120대 (2세대 전차, 77대를 헝가리로부터 공여받음)
  - T-55 전차 76대 (1세대 전차)
  - BMP-1 IFV 434대 (100대는 그리스가 공여받음)
  - Al-Talha 궤도형 APC 44대
  - M113 궤도형 APC 283대
  - MT-LB 궤도형 APC 61대
  - Spartan 궤도형 APC 100대
  - BTR-94 장륜 장갑차 50대
  - BTR-80 장륜 장갑차 98대
  - Saxon 장륜 장갑차 60대
  - M1117 장륜 장갑차 184대 (80대 더 주문)
  - EE-9 Cascavel AC 37대
  - BRDM-2 AC 13대
  - Ain Jaria-1 AC 600대
  - Mohafiz AC 60대
  - Panhard AML AC 10대
  - ILAV Badger MPV 865대
  - Reva MPV 200대
  - HMMWV 경차량 8000+
  - M1151 경차량 400 (92대 M1152 주문)
  - Defender-110 경차량 72대
  - FMTV 중형 카고 트럭 140대
  - HEMTT 대형 카고 트럭 80대

- 이라크 특수군
  - ISOF (Iraqi Special Operations Forces) 병력 10,000 명
  - 이라크 육군 제36코만도 (Iraqi Army 36th Commando Battalion)
  - 블랙스콜피온 (Black Scorpion) 대테러부대
  - INCTF (Iraqi National Count-Terrorism Force)

- 이라크 해군 (해군 1500명, 해병 800명, 초계정, 기타 함선 85+척, 지원 함선 3척)
  - 400톤급 OPV(원양 초계함) Saettia MK4급 4척 만재: 393 톤 무장: 1 × 25 mm Otobreda
  - 35미터급 초계정 35PB1208 E-1455급 6척(+ 9척) 무장: 1 x (MSI 30mm DS30M Mark 2 Cannon), 1 x (50 cal/ 12.7mm MG), 2×(7.62mm MGs)
  - 25미터급 초계정 Predator급 5척
  - 하천 초계정 Predator급 24척
  - 고무보트 Predator급 10척

- 이라크 공군
  - F-16IQ Block 52 (다목적 전투기 36기, 초도분 18기 인도 중, 18기 추가 주문/4세대 전투기)
  - T-50IQ (고등훈련기 겸 경공격기 24기, 현재 생산 중)
  - Su-25 (대지공격기, 12기 인도 중)
  - Su-30K (고급 전폭기, 인도 공군 물량 긴급구매)

## 경제
이라크는 석유가 풍부한 나라로, 1970년대 사담 후세인 대통령 정권기에는 대한민국과 일본, 미국의 원조를 받았다. 1970년대 한국의 노동자들은 이라크에 파견하여 석유개발에 참여하기도 했다. 그러나 걸프 전쟁과 이후 경제제재와 이라크 전쟁으로 이라크의 경제는 어려워지고 있다. 유프라데스, 티그리스 양하천은 주요 교통로의 역할을 한다.

## 같이 보기
- 이라크 보안군
- 이라크 육군
- 이라크 해군
- 이라크 공군
- 걸프 전쟁
- 이란 이라크 전쟁
- 이라크전쟁
- 이라크 내전